# ديفيد ماركوارت
ديفيد ف. ماركوارت (1 فبراير 1949 -)، أحد مؤسسي شركة رأس المال المغامر August Capital في عام 1995. وقد خدم في أكثر من 25 مجلس إدارة خلال 20 سنة من رأس المال الاستثماري بما في ذلك Microsoft ، Sun Microsystems (التي حصلت عليها شركة Oracle ) Seagate و Adaptec و Grand Junction Networks (التي حصلت عليها Cisco).

## مهنة
قبل شهر أغسطس، كان ماركوارد أحد مؤسسي شركة Venture Investors (TVI) في عام 1980 حيث شارك في أربعة صناديق ناجحة للغاية استثمرت في أكثر من 100 شركة ناشئة وناشئة. ومن بين هذه الاستثمارات المبكرة كان مايكروسوفت ، حيث كان تي في آي هو المستثمر الوحيد، حيث خدم ماركوارت في مجلس الإدارة من عام 1981 حتى عام 2014.
شاركت «ماركوارت» في كل مرحلة من مراحل ريادة الأعمال من الاستثمارات الأولية إلى التمويل التقليدي، وعمليات الدمج والاستحواذ، والعروض العامة وإعادة الهيكلة والخصخصة.
بدأ ماركوارت حياته المهنية في المؤسسي، حيث أمضى سنة بعد التخرج من كلية إدارة الأعمال. في السابق، كان مهندس تصميم ومدير تطوير في شركة Diablo Systems (التي حصلت عليها Xerox) حيث تعاون و / أو قاد العديد من برامج تشغيل الأقراص والقرص.
حصل ماركوارد على شهادة BSME من جامعة كولومبيا في عام 1973 وشهادة الماجستير في إدارة الأعمال من جامعة ستانفورد عام 1979. كما أنه أكمل دراسته في MSEE بجامعة ستانفورد. وقد شغل منصب رئيس الرابطة الغربية لرأس المال المغامر، وهو مدير سابق للرابطة الوطنية لرأس المال المغامر.
Marquardt حاليا يجلس على مجالس Netpulse ، Samba ، Xirrus ومعهد الدراسات المتقدمة في برينستون، نيو جيرسي. وقد احتل المرتبة 9 في قائمة ميداس 2006 فوربس.